# Exacum fruticosum
Exacum fruticosum là một loài thực vật có hoa trong họ Long đởm. Loài này được Humbert mô tả khoa học đầu tiên năm 1955.